# Првенство Југославије у фудбалу 1933.
У сезони 1933. године поново је враћен лига систем такмичења, а лига је проширена на 11 клубова.

## Учесници првенства
- БСК, Београд
- Југославија, Београд
- БАСК, Београд
- Војводина, Нови Сад
- Славија Сарајево, Сарајево
- 1. ХШК Грађански, Загреб
- Конкордија, Загреб
- ХАШК, Загреб
- Хајдук, Сплит
- Славија, Осијек
- Приморје, Љубљана

## Табела
| Место | Клуб             | мечева | победа | нерешених | пораза | дати голови | примљени голови | гол разлика | бодова |
| ----- | ---------------- | ------ | ------ | --------- | ------ | ----------- | --------------- | ----------- | ------ |
| 1     | БСК              | 20     | 14     | 3         | 3      | 66          | 21              | +45         | 31     |
| 2     | Хајдук           | 20     | 13     | 2         | 5      | 41          | 19              | +22         | 28     |
| 3     | Југославија      | 20     | 10     | 3         | 7      | 34          | 27              | +7          | 23     |
| 4     | ХАШК             | 20     | 10     | 3         | 7      | 37          | 33              | +4          | 23     |
| 5     | БАСК             | 20     | 10     | 3         | 7      | 42          | 37              | +5          | 23     |
| 6     | 1. ХШК Грађански | 20     | 10     | 1         | 9      | 32          | 32              | 0           | 21     |
| 7     | Конкордија       | 20     | 7      | 4         | 9      | 39          | 40              | -1          | 18     |
| 8     | Приморје         | 20     | 7      | 3         | 10     | 39          | 47              | -8          | 17     |
| 9     | Славија С.       | 20     | 7      | 2         | 11     | 37          | 48              | -11         | 16     |
| 10    | Славија О.       | 20     | 4      | 2         | 14     | 22          | 54              | -32         | 10     |
| 11    | Војводина        | 20     | 3      | 4         | 13     | 22          | 53              | -31         | 10     |

## Листа стрелаца
1. Владимир Крагић (Хајдук Сплит) — 21 гол
2. Благоје Марјановић (БСК Београд) — 16 голова
3. Ђорђе Вујадиновић (БСК Београд) — 15 голова

## Освајач лиге
БСК
- Фрањо Глазер
- Предраг Радовановић
- Драгомир Тошић
- Милорад Арсенијевић
- Иван Стевовић
- Радивој Божић
- Љубиша Ђорђевић
- Александар Тирнанић
- Славко Шурдоња
- Кузман Сотировић
- Благоје Марјановић
- Ђорђе Вујадиновић
- Светислав Глишовић

Тренер:Шандор Немеш
| Првак Југославије у фудбалу 1933. |
| --------------------------------- |
| БСК                               |
| Друга титула                      |